# 華盛頓宣言 (2023年)
《华盛顿宣言》（英語：Washington Declaration）是於2023年4月26日由美國政府與韓國政府發布的一篇聲明。該聲明包括重申若朝鮮對韓國發動攻擊，美國將協同韓國作戰並不排除使用核武的選項。此宣言成為美國首次將韓國的核保护伞文件化。